# Dioscorea composita
Dioscorea composita är en enhjärtbladig växtart som beskrevs av William Botting Hemsley. Dioscorea composita ingår i släktet Dioscorea och familjen Dioscoreaceae. Inga underarter finns listade i Catalogue of Life.